# Torre Talao

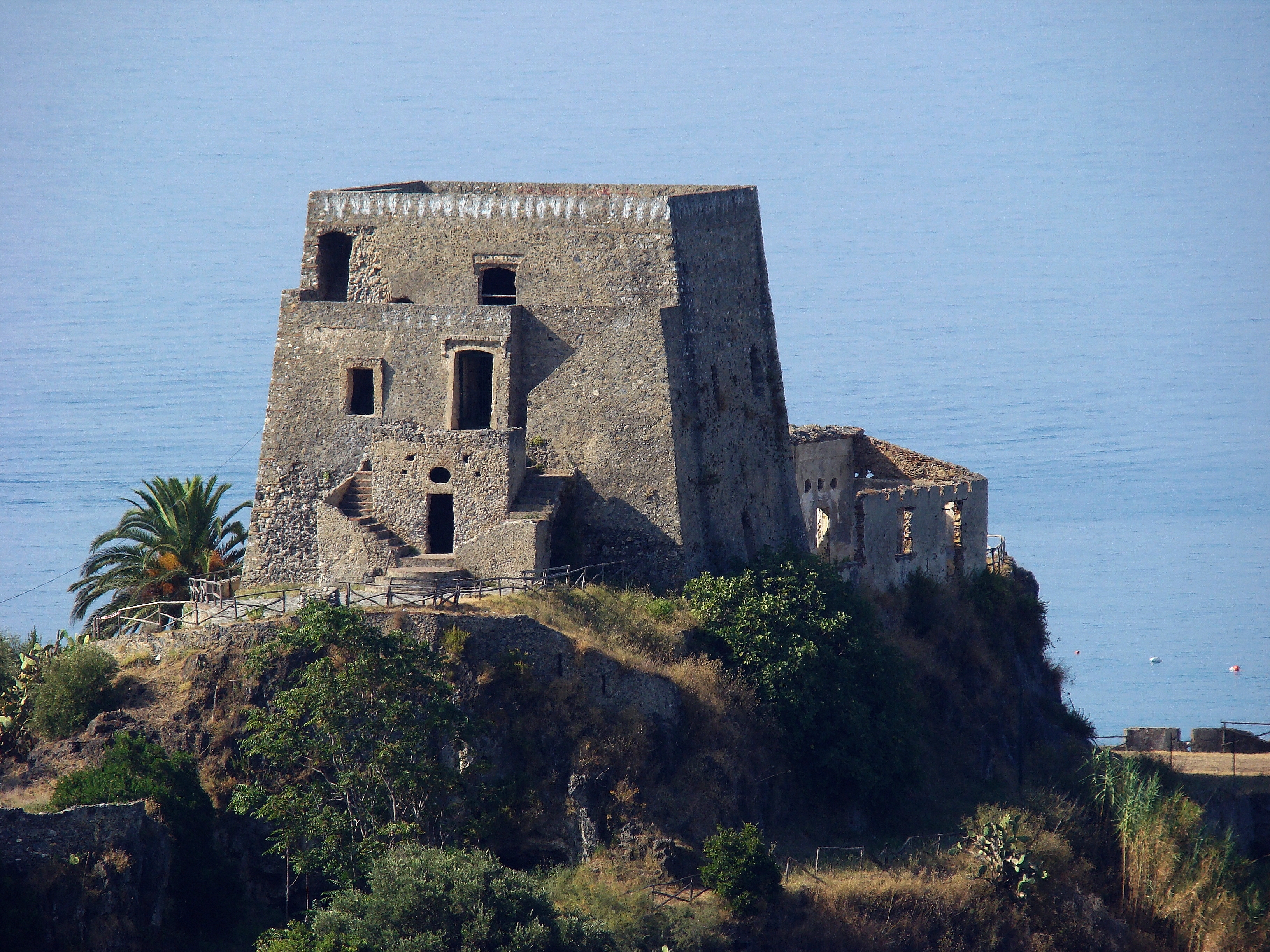
Torre Talao in Scalea am Morgen

Der Torre Talao ist ein Sarazenenturm aus dem 16. Jahrhundert in Scalea in der italienischen Region Kalabrien. Perafan de Ribera, Herzog von Alcalà, aus dem Haus Aragón, damals Vizekönig von Neapel, ließ ihn 1563 erbauen.
Heute ist der Torre Talao das Wahrzeichen von Scalea.

## Geschichte
Ursprünglich war die Klippe, auf der der Torre Talao steht, eine Insel. Später wurde sie durch Verlandung zu einer Halbinsel und heute steht der Turm vollkommen auf dem Trockenen.
Die Grotten unter der Klippe waren in prähistorischer Zeit von Menschen bewohnt.
Der Torre Talao war Teil eines Küstenverteidigungssystems gegen Einfälle der Türken, das Kaiser Karl V. errichten ließ. Dieses System bestand aus 337 Türmen, von denen man jeden von den beiden Nachbartürmen aus im Blick haben konnte.
Der Torre Talao wurde auf Kosten der Leute vor Ort gebaut. Jeder Bürger musste nach seinen Möglichkeiten zur Errichtung des Turms beitragen, entweder mit einer Summe Geldes oder durch kostenlose Arbeitsleistung.
Gegen Ende des 17. Jahrhunderts wurde der Torre Talao seiner Kanonen beraubt, die vorher zur Verteidigung der Küste installiert waren.
Anfang des 20. Jahrhunderts verfüllte der damalige Besitzer, Del Giudice, das schwefelhaltige Wasser der Quelle am Fuß der Klippe des Torre Talao in Flaschen und brachte sie mit bemerkenswertem Erfolg in den Handel.
Um 1909–1910 mietete Amedeo Rocco Armentano  den Torre Talao (den er einige Jahre später kaufte), um ihn zum Sitz einer pythagoreischen Schule (Schola italica) zu machen, einem Nachfolger der entsprechenden, antiken Schule.